# کتابفروشی آساکورا
کتابفروشی آساکورا (به ژاپنی: 朝倉書店) یکی از انتشارات ژاپنی است که دفتر اصلی آن در توکیو، شینجوکو قرار دارد. این انتشارات در سال ۱۹۲۹ تأسیس شده‌است.  